# Брјан Стин Нијелсен
Брјан Стин Нијелсен (28. децембар 1968) бивши је дански фудбалер.

## Каријера
Током каријере играо је за Оденсе, Фенербахче и многе друге клубове.

## Репрезентација
За репрезентацију Данске дебитовао је 1990. године, наступао и на Светском првенству 2002. године. За национални тим одиграо је 66 утакмица и постигао 3 гола.

## Статистика
| Данска | Данска | Данска |
| Год.   | Ута.   | Гол.   |
| ------ | ------ | ------ |
| 1990   | 1      | 0      |
| 1991   | 3      | 0      |
| 1992   | 0      | 0      |
| 1993   | 10     | 0      |
| 1994   | 7      | 0      |
| 1995   | 11     | 0      |
| 1996   | 7      | 0      |
| 1997   | 0      | 0      |
| 1998   | 2      | 0      |
| 1999   | 6      | 2      |
| 2000   | 10     | 1      |
| 2001   | 5      | 0      |
| 2002   | 4      | 0      |
| Укупно | 66     | 3      |